# Simone Weil

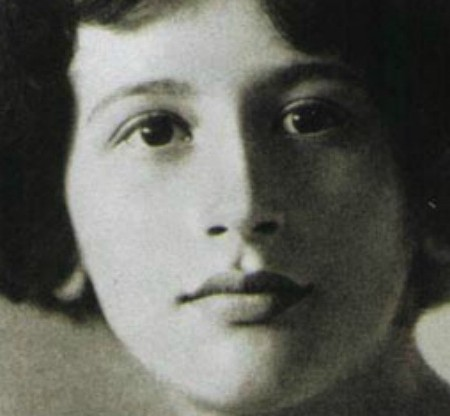
Simone Weil (1921)

Simone Adolphine Weil (wym. [simɔn vɛj]; ur. 3 lutego 1909 w Paryżu, zm. 24 sierpnia 1943 w Ashford w Anglii) – francuska filozofka, mistyczka oraz aktywistka polityczna pochodzenia żydowskiego. Siostra matematyka André Weila.
Thomas Merton pisał: „Simone Weil była gnostyczką i katoliczką, żydówką i albigensem, mediewistką i modernistką, racjonalistką i mistyczką, buntowniczką i świętą”.

## Życiorys
Pochodziła z zasymilowanej, zamożnej rodziny żydowskiej, która aktywnie uczestniczyła w życiu kulturalnym Francji. W młodości zdobyła rozległą wiedzę, między innymi w zakresie: filozofii, literatury klasycznej, historii i religii. Studiowała w École Normale Supérieure, a po ukończeniu wykładała przez kilka lat filozofię i grekę w liceach.
W czasie światowego kryzysu ekonomicznego poglądy społeczne i polityczne Weil uległy zdecydowanej radykalizacji. Zaczęła sympatyzować z lewicowymi partiami politycznymi i ruchami związkowymi. Chciała doświadczyć życia środowisk robotniczych; w latach 1934–1935 pracowała w zakładach Renault i Alsthom w Paryżu jako robotnica. We francuskim ruchu robotniczym najbliższa jej była tradycja syndykalistyczna. Miała duży dystans w stosunku do Francuskiej Partii Komunistycznej.W sierpniu 1936 wyjechała do Hiszpanii. Tam też dołączyła do anarchistycznej milicji walczącej z nacjonalistami. Wypadek zmusił Simone Weil do powrotu we wrześniu. Po klęsce Francji podczas II wojny światowej wyjechała w 1942 do Nowego Jorku. Niedługo potem przybyła do Londynu i nawiązała kontakt z Komitetem Wolnych Francuzów. W 1943 przewieziono ją do sanatorium w Ashford, gdzie zmarła.
Nie ma pewności co do faktu przyjęcia chrztu przez Simone Weil. Według relacji Simone Deitz, jej przyjaciółki, dwa tygodnie przed śmiercią została ochrzczona w wierze Kościoła katolickiego. Jednak nie jest rozstrzygnięte, czy lub w jakim stopniu była tego świadoma.

## Dzieła

### W języku francuskim (wybór)
- La Pesanteur et la grâce, ze wstępem Gustave′a Thibon, seria L′Épi, Plon, Paris 1947
- L′Enracinement. Prélude à une déclaration des devoirs envers l'être humain, Gallimard, Paris, 1949
- Attente de Dieu, ze wstępem Josepha-Marie Perrina OP, Éd. du Vieux Colombier, Paris 1950
- Lettre à un religieux, seria Espoir, Gallimard, Paris 1951
- Intuitions préchrétiennes, Les Editions de la Colombe, Paris 1951
- Sur la science, seria Espoir, Gallimard, Paris 1953
- Oppression et liberté, seria Espoir, Gallimard, Paris 1955

### Przekłady na język polski
- Wybór pism, przeł. Czesław Miłosz, Biblioteka „Kultury”, Paryż 1958
- Zakorzenienie i inne fragmenty. Wybór pism, Społeczny Instytut Wydawniczy Znak; Biblioteka Więzi t. II, Kraków 1961, s. 318
- Świadomość nadprzyrodzona (wybór myśli), przeł. Aleksandra Olędzka-Frybesowa, Instytut Wydawniczy Pax, Warszawa 1965, s. 358; wyd. IV rozszerzone 1999, ISBN 83-211-6563-X.
- Rozważania o przyczynach wolności i ucisku społecznego, Lublin 1979; Kraków 1980
- Wybór pism (dwa tomy), Krąg, Warszawa 1983, drugi obieg
- Myśli, wyb. Aleksandra Olędzka-Frybesowa, Instytut Wydawniczy Pax, Warszawa 1985, s. 236, ISBN 83-211-0706-0.
- Szaleństwo miłości. Intuicje przedchrześcijańskie, przeł. Maria E. Plecińska, Brama – Książnica Włóczęgów i Uczonych, Poznań 1993, ISBN 83-900255-9-0.
- Pisma londyńskie i ostatnie listy, przeł. Maria i Jacek Plecińscy, Brama – Książnica Włóczęgów i Uczonych, Poznań 1994, ISBN 83-85990-03-8.
- Dzieła, przeł. Małgorzata Frankiewicz et al., Brama – Książnica Włóczęgów i Uczonych, Poznań 2004, ISBN 83-914652-4-1.
- Wenecja ocalona. Notatki do Wenecji ocalonej, przeł. Adam Wodzicki, Wydawnictwo Austeria, Kraków 2007, ISBN 978-83-89129-43-7.